# Hyperurikemie

Strukturní vzorec kyseliny močové

Hyperurikemie je označení pro zvýšenou hladinu kyseliny močové v krvi. Zpravidla jde o poruchu metabolismu jako celku. Nejčastější příčinou je metabolický syndrom (obezita, prediabetes či diabetes, vysoký krevní tlak, nedostatek pohybu), dále pak opakovaná konzumace alkoholických nápojů a užívání některých léků. V krajním případě může být příčinou též snížená funkce ledvin. Hyperurikemie sama o sobě nemusí být nutně provázena žádnými subjektivními obtížemi, pacient by měl však i přesto přijmout opatření vedoucí k jejímu odstranění, především snížit tělesnou hmotnost, dopřát si pravidelný pohyb a v případě nesprávného stravování též upravit stravu. K léčbě hyperurikemie je indikováno podávání inhibitorů xanthinoxidázy, např. alopurinolu, které slouží jako profylaxe dny, poškození ledvin, srdečního selhání a urátové urolitiázy.
Jako příčina hyperurikemie bývá často uváděna též nadměrná konzumace potravin s vysokým obsahem purinů, například masných výrobků, (především vnitřností a uzenin) a listové zeleniny (např. špenátu). Jako léčba hyperurikemie se proto často doporučuje speciální dieta se sníženým obsahem masa a zeleniny a naopak zvýšeným obsahem karbohydrátů. Taková dieta je však značně nezdravá, neboť může vzhledem ke svému složení způsobovat nárůst tělesné hmotnosti pacienta a snížení jeho příjmu důležitých látek, v krajním případě může vlivem výrazného zvyšování hladiny inzulínu vést též ke vývoji diabetu 2. typu. Dieta navíc neřeší problém samotné příčiny hyperurikemie a představuje tudíž pouze symptomatologickou léčbu, která v konečném výsledku může způsobit další zhoršení stavu pacienta. Souvislost hyperurikemie s konzumací potravin s vysokým obsahem purinů navíc nikdy nebyla spolehlivě prokázána. 
Hyperurikemie často vyvolává dnu. V takovém případě je nezbytné zaujmout stejná léčebná opatření jako v případě léčby asymptomatické hyperurikemie, především tedy snížení tělesné váhy, dostatek pohybu a odstranění případných závadných životních návyků (zejména konzumaci alkoholických nápojů). Pokud tyto opatření nevedou k cíli, je namístě profylaxe pomocí alopurinolu.
K dočasnému zvýšení hladiny kyseliny močové v krvi dochází též během několika počátečních dnů půstu; tato hladina se po několika dalších dnech půstu obvykle vrací k původní hodnotě. Z tohoto důvodu mohou pacienti trpící dnou v počátku půstu pociťovat zhoršení příznaků, přičemž k celkovému zlepšení až vyléčení dny dochází až v delším časovém horizontu v důsledku snížení tělesné hmotnosti, k níž půst vede.